# Otis Elevator Company
Pour les articles homonymes, voir Otis.
Otis Elevator Company est une entreprise américaine de fabrication d'ascenseurs, n°1 mondial dans son secteur et n°2 dans celui de la fabrication d'escaliers mécaniques produits sous le nom d'« Escalator ».
Fondée en 1853 à Yonkers (État de New York) par Elisha Graves Otis, elle a été rachetée par United Technologies en 1976. Elle redevient une société indépendante le 3 avril 2020 dans le cadre de la fusion entre Raytheon et United Technologies. On doit à Jesse W. Reno l'invention de l'escalier mécanique qui deviendra « Escalator » terme déposé par la marque et devenu un nom générique.

## Historique

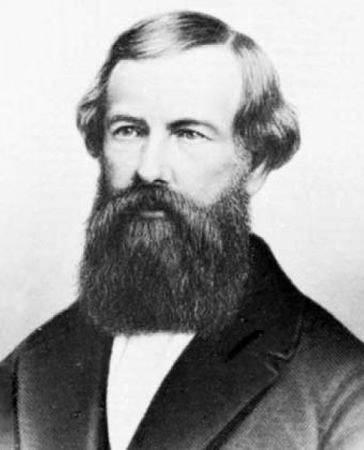
Elisha Graves Otis

Elisha Graves Otis fonde la société après avoir inventé un mécanisme de sécurité pour plate-forme élévatrice.

## Otis dans le monde
L'entreprise emploie plus de 69 000 personnes dans plus de 200 pays dont 53 000 hors des États-Unis. 31 000 techniciens dans le monde assurent l'entretien d'environ deux millions d'ascenseurs et d'escaliers mécaniques sous contrat de maintenance. Son chiffre d'affaires atteint 13,1 milliards de dollars (2019). Son siège social se trouve à Farmington (Connecticut).
Otis détient ses propres centres de production et tours d'essai : centres de production en Chine, République tchèque, France (Gien, Roissy), Allemagne, Japon, Corée du Sud, Espagne et États-Unis.
Les principaux concurrents de l'entreprise sont le suisse Schindler, l'allemand ThyssenKrupp et le finlandais Kone.
En juillet 2022, la société d'ascenseurs Otis a vendu ses activités en Russie à la holding S8 Capital,. L'exploitation a reçu du matériel, des technologies et du personnel. En outre, la partie américaine a garanti un approvisionnement ininterrompu en pièces de rechange nécessaires,. Début août, une nouvelle ligne de production a été lancée. Depuis fin janvier 2023, l'entreprise fabrique des produits sous la marque Meteor Lift,.

### Otis en France
En 1913 Otis s'implante en France avec l'achat des ascenseurs Abel Pifre.
En 1964, Otis absorbe Ascinter, une société créée en 1960 et regroupant plusieurs ascensoristes français. Il conforte alors sa place de leader en France, face à Roux-Combaluzier, allié à Schindler (futur RCS).
En 2019, Otis France emploie 5 000 salariés dont 2 500 techniciens. Le parc de maintenance est composé de 180 000 appareils, représentant un transport de 30 millions de passagers par jour, pour un CA d'environ 1 milliard d'euros. Olivier Rouvière en est le Directeur Général (Otis France est une SCS). L'entreprise crée en 1986 la Fondation Otis sous l'égide de la Fondation de France, afin de soutenir des projets d'intérêt général notamment en faveur des enfants handicapés. Otis est également partenaire depuis de nombreuses années de l'Association Special Olympics France, aidant les personnes en situation de handicap mental à se développer par la pratique du sport.

## Les produits d'Otis et ses références
Otis a installé des ascenseurs pour de nombreux monuments et bâtiments mondialement connus, comme la tour Eiffel (1889), l'Empire State Building (1931), le World Trade Center (1973), les tours Petronas (1998) et plus récemment, ceux de l'édifice géant de Dubaï, le Burj Khalifa (2010). Otis entretient les ascenseurs de la tour Eiffel et de la tour Montparnasse jusqu’en avril 2023.
Otis a participé au développement de l'attraction The Twilight Zone Tower of Terror (ou tour de la Terreur) des Parks Disney dont le premier exemplaire a été ouvert au public aux Disney's Hollywood Studios en 1994.
Otis produit et commercialise également des portes palières de stations de transport en commun.

### Les navettes automatiques
Otis a également mis au point un système de navettes automatiques sous la marque commerciale Otis Hovair. En 1996, Otis a formé une entreprise commune appelée "Poma-Otis Transportation Systems" avec la société française Pomagalski afin de promouvoir leurs systèmes de navettes automatiques. Ce partenariat a pris fin en 2014. Otis ne semble plus promouvoir cette technologie. Sous l'appellation commerciale de minimetro, la continuité de ce système de navettes semble être assurée par la société Leitner - Poma.

## Entente illicite en Europe
Le 21 février 2007, la Commission européenne a condamné les quatre principaux fabricants mondiaux d'ascenseurs (Otis, Kone, Schindler et ThyssenKrupp) pour avoir pris part à une entente illicite sur le marché allemand et Benelux des ascenseurs et des escaliers mécaniques, qui viole les règles de la concurrence inscrites dans les traités européens. Otis a été condamnée à verser une amende de 225 millions d'euros au budget européen sur les 992 millions d'euros de l'amende totale .